# لانگ بیچ، نیوجرسی
لانگ بیچ (به انگلیسی: Long Beach Township) شهری در ایالت نیوجرسی کشور ایالات متحده آمریکا است که جمعیت آن در سرشماری سال ۲۰۱۰ میلادی، ۳٬۰۵۱ نفر بوده‌است.